# Administració local
L'administració local és un tipus d'administració territorial, és a dir, que té com a element fonamental un territori determinat, en el qual desplega les seves competències, caracteritzada per la seva menor grandària i, alhora, per la seva major proximitat a la ciutadania.
Són típicament òrgans d'administració local —«administració municipal» o «administració comunal»— els ajuntaments o municipalitats, perquè despleguen les seves competències sobre un territori denominat municipi o comuna.

## Regulació per països

### Espanya
A Espanya la seva regulació principal es troba en la Constitució Espanyola, en el seu Títol VIII, que parla de l'Organització de l'Estat.
Per l'element territorial, es caracteritza per ser generalment de menor grandària que l'Administració estatal i autonòmica, comprenent diverses unitats. De major a menor grandària tenim:
- Diputacions, ja siguin provincials o forals, amb les províncies o territoris històrics com a bases territorials.
- Cabildos insulars (Canàries) o Consells insulars (Balears), amb l'illa com a base territorial.
- Comarca i mancomunitat, reconegudes només en algunes Comunitats Autònomes com a subjectes de dret públic.
- Ajuntaments, amb el municipi com a base territorial.
- Pedanies, anteiglesias, de grandària inferior al municipi.
- Sexma.